# Panda Security
Panda Security es una empresa española especializada en la creación de soluciones de seguridad informática. Centrada inicialmente en la creación de un programa antivirus, la compañía ha ampliado sus objetivos expandiendo su línea de negocio hacia los servicios de ciberseguridad avanzada con tecnologías para la prevención del cibercrimen.
Cuenta con la tecnología patentada TruPrevent, un conjunto de capacidades proactivas encaminadas a bloquear virus desconocidos. También ha desarrollado el modelo de Inteligencia Colectiva, un sistema automático de detección, análisis y clasificación en tiempo real del malware. Ambos son los precursores del nuevo modelo de seguridad de Adaptive Defense de la compañía que asegura la clasificación de todos los procesos activos del sistema.
Con herramientas para la protección de equipos, redes, correo electrónico e información confidencial y para la gestión y control de sistemas, los productos de Panda incluyen soluciones de seguridad para empresas y para usuarios domésticos.

## Descripción general
Panda Security es una de las empresas líderes en el sector de la seguridad informática[cita requerida]. Sus soluciones y productos están disponibles en más de 23 idiomas para sus más de 30 millones de usuarios en 190 países de todo el mundo[cita requerida]. Con filiales en 16 países y franquicias en más de 70, las sedes de Panda Security están establecidas en España y Estados Unidos[cita requerida]. 
En 2007, Panda Security se convirtió en la primera compañía de seguridad en aprovechar tecnología en la nube con su sistema Inteligencia Colectiva, a través del popular Panda Cloud Antivirus. En los siguientes años se dedicó a implementar esta tecnología en toda su gama de productos, lo que le valió el reconocimiento de Gartner en su informe Magic Quadrant for Endpoint Protection Platforms de enero de 2014, donde legitimaba a Panda como el primer fabricante de plataformas para la protección del extremo en comprometerse plenamente con el desarrollo de servicios de seguridad basados en la nube.
En 2015 Panda Security volvió a revolucionar el mercado con un nuevo modelo de seguridad basado en el registro y clasificación del comportamiento de todos los procesos activos de un sistema. Y Gartner volvió a hacerse eco incluyéndolo en su EDR Maket Guide en diciembre de 2015, como único proveedor europeo y elevando su calificación en el Gartner Magic Quadrant for Endpoint Protection Platforms de febrero de 2016.
Panda Security es uno de los principales fabricantes de software de seguridad del mundo y ha sido clasificada entre las 500 de más rápido crecimiento entre las empresas europeas desde 1997[cita requerida]. Es una de las dos firmas españolas que compone la clasificación Truffle de los cien mejores desarrolladores de software en Europa en 2013[cita requerida]. De hecho, es una de las diez empresas líderes a nivel mundial en desarrollo de software y protección informática, según el informe de 2013 La empresa española en el mundo, elaborado por el Ministerio de Asuntos Exteriores y Cooperación[cita requerida].
En junio de 2020 Panda Security es adquirida por Watchguard Technologies.

## Hitos tecnológicos
Entre sus hitos tecnológicos destacan el haber sido pionera en el lanzamiento de sistemas de seguridad como el concepto de SaaS (Security as a Service) o de antivirus que permiten la protección desde la nube y que están basados en lo que Panda denominó Inteligencia Colectiva, un modelo de seguridad que Panda presentó en 2007. Panda ostenta también el reconocimiento de haber sido el primer proveedor de servicios de seguridad en ofrecer actualizaciones diarias de la base de firmas en 1998.[cita requerida]
Panda Security ha sido el precursor de la unión de los sistemas EPP y EDR en una misma solución[cita requerida], constituyendo un nuevo modelo de seguridad capaz de monitorizar, registrar y clasificar todos los procesos activos de un sistema. Un modelo que prescinde de listas negras o listas blancas, ya que toma como axioma principal el comportamiento de esos procesos.
En el mercado de las soluciones para usuarios domésticos, Panda ha incorporado tecnologías de detección avanzada y el pago por suscripción como alternativa a los sistemas tradicionales de pagos anuales.[cita requerida]

### Tecnologías TruPrevent e Inteligencia Colectiva
Las Tecnologías TruPrevent, introducidas en 2004, conforman un sistema desarrollado por Panda Security para la protección proactiva, al contrario que los productos antivirus tradicionales que ofrecen protección reactiva. Ofrecen una protección genérica contra muchas de las técnicas más comúnmente utilizadas por las nuevas amenazas, y las normas se elaboran basándose en las nuevas vulnerabilidades que aparecen cada día.
Ante la gran cantidad de malware nuevo que aparecía cada día Panda Security decidió desarrollar un sistema de protección que permitiera detectar, analizar y clasificar el malware de manera automática y en tiempo real. Este modelo de seguridad, presentado en 2007, se llamó Inteligencia Colectiva y es la base de sus nuevas soluciones que ofrecen seguridad desde la nube.

### Adaptive Defense
El modelo de Adaptive Defense rompe con el esquema tradicional de seguridad basado en listas negras o listas blancas. Supone un nuevo concepto construido en base al comportamiento de los procesos y no de su clasificación previa, como hasta ahora. 
Este sistema avanzado se basa en los principios de inteligencia artificial y macrodatos para monitorizar, clasificar y analizar todo los procesos en ejecución. Asegurando la detección proactiva de comportamientos extraños y amenazas avanzadas, desde Cryptolocker hasta ataques zero-day, y proporcionando funcionalidades de respuesta y remediación.

## Críticas
El 16 de enero de 2009, Panda IS detectó una supuesta infección en la biblioteca de Windows rpccs.dll, que maneja el servicio de llamada a procedimientos remotos (RPC), aislándola en cuarentena, lo que provocó que algunos sistemas quedaran inutilizables. La compañía indicó que el fallo se detectó en algunos equipos con Windows XP y el Service Pack 3.
Asimismo, el 7 de abril de 2008, Panda IS detectó una supuesta infección en la biblioteca de Windows wininet.dll, que maneja los protocolos HTTP y FTP. Este hecho causó que muchos usuarios se quedaran sin internet.

## Productos

### Productos para empresas
Las soluciones B2B de Panda Security integran una gama de productos para la protección de equipos, redes, correo electrónico e información confidencial y para la gestión y control de sistemas.
- Adaptive Defense
- Adaptive Defense 360
- Email Protection
- Endpoint Protection
- Endpoint Protection Plus
- Fusion
- Gatedefender
- Small Business Protection
- Systems Management

### Productos para particulares
En 2015, la incorporación de sistema de protección avanzada en las soluciones de Consumo, fue reconocido positivamente por los resultados de los tests de la industria llevados a cabo por los laboratorios independientes AV-Comparatives, AV-TEST y Virus Bulletin.
- Panda Dome (gratuita con funcionalidades limitadas y completa en su versión de pago.[12]) Nota: No queda claro si es necesario crear o no una cuenta de usuario Panda para utilizar la versión gratuita ya que tras la instalación solicita la introducción de la dirección de correo de la cuenta de usuario Panda, pero si se omite este paso el antivirus continúa siendo funcional en su versión gratuita.
- Panda Antivirus Pro
- Panda Internet Security
- Panda Global Protection
- Panda Gold Protection
- Panda Antivirus for Mac
- Panda Mobile Security
- Panda Safe Web
- Panda Protection Service (modelo de suscripción)